# توابع معکوس مثلثاتی
توابع معکوس مثلثاتی در ریاضیات، معکوس تابع‌های مثلثاتی‌اند که طبق تعریف تابع وارون، بُرد آن‌ها زیرمجموعهٔ دامنهٔ تابع اصلی دیگری است. از آنجایی که تابع‌های مثلثاتی هیچکدام یک به یک نیستند، برای همین برای اینکه وارون آن‌ها تابع بماند (به ازای یک ورودی چند خروجی به دست نیاید) باید آن‌ها را محدود کرد (نگاه کنید به آزمون خط افقی).
برای نمونه اگر تعریف کنیم {\displaystyle y=\operatorname {arcsin} (x)} یا به شکل دیگر {\displaystyle y=sin^{-1}x} آنگاه {\displaystyle x=\operatorname {sin} (y)} است اما به ازای یک x یکتا می‌توان چندین y پیدا کرد که به ازای آن {\displaystyle x=\operatorname {sin} (y)} شود، مانند y مساوی صفر، π و ۲π که به ازای همهٔ آن‌ها مقدار سینوس یا x برابر با صفر است و این به این معنی است که تابع وارون سینوس یا arcsin یا {\displaystyle sin^{-1}x} می‌تواند چندین جواب داشته باشد {\displaystyle \operatorname {arcsin} (0)=0,\pi ,2\pi } درحالی که این خلاف مفهوم تابع بودن است. برای همین برای تمامی تابع‌های وارون مثلثاتی محدودیت بُرد یا خروجی قرار می‌دهیم تا به ازای یک ورودی چندین خروجی نداشته باشند. 
نمایش توابع معکوس مثلثاتی به فرم مشابه {\displaystyle sin^{-1}x}(سینوس‌اینورس) برای اولین بار توسط جان هرشل در سال ۱۸۱۳ به کار برده شد. این فرم را نباید با مقدار {\displaystyle {\operatorname {1}  \over \operatorname {sin} \!x}} اشتباه گرفت؛ چرا که اولی به معنای تابع وارون (گرفته شده از نماد {\displaystyle y=f^{-1}(x)}) و دومی به معنای عکس مقدار سینوس است. 
همچنین Arc به معنای "قوس" یا کمانی است که مقدار نسبت مثلثاتی آن معلوم است. 
تابع‌های اصلی در جدول زیر آورده شده‌اند:
| نام                           | نماد ریاضی                                                                | تعریف                    | دامنۀ تابع (بازهٔ x برای خروجی‌های حقیقی) | برد تابع (رادیان)                                                        | برد تابع (درجه)                                                                      |
| ----------------------------- | ------------------------------------------------------------------------- | ------------------------ | --------------------------------------- | ------------------------------------------------------------------------ | ------------------------------------------------------------------------------------ |
| آرک‌سینوس یا سینوس‌اینورس       | {\displaystyle y=\arcsin(x)}یا {\displaystyle y=sin^{-1}(x)}              | {\displaystyle x=sin(y)} | {\displaystyle -1\leq x\leq 1}          | {\displaystyle -{\frac {\pi }{2}}\leq y\leq {\frac {\pi }{2}}}           | {\displaystyle -90^{\circ }\leq y\leq 90^{\circ }}                                   |
| آرک‌کسینوس یا کسینوس‌اینورس     | {\displaystyle y=\arccos(x)}یا {\displaystyle y=cos^{-1}(x)}              | {\displaystyle x=cos(y)} | {\displaystyle -1\leq x\leq 1}          | {\displaystyle 0\leq y\leq \pi }                                         | {\displaystyle 0^{\circ }\leq y\leq 180^{\circ }}                                    |
| آرک‌تانژانت یا تانژانت‌اینورس   | {\displaystyle y=\arctan(x)}یا {\displaystyle y=tan^{-1}(x)}              | {\displaystyle x=tan(y)} | تمامی اعداد حقیقی                       | {\displaystyle -{\frac {\pi }{2}}\leq y\leq {\frac {\pi }{2}}}           | {\displaystyle -90^{\circ }\leq y\leq 90^{\circ }}                                   |
| آرک‌کتانژانت یا کتانژانت‌اینورس | {\displaystyle y=\operatorname {arccot}(x)}یا {\displaystyle y=cot^{-1}x} | {\displaystyle x=cot(y)} | تمامی اعداد حقیقی                       | {\displaystyle 0\leq y\leq \pi }                                         | {\displaystyle 0^{\circ }\leq y\leq 180^{\circ }}                                    |
| آرک‌سکانت یا سکانت‌اینورس       | {\displaystyle y=\operatorname {arcsec}(x)}یا {\displaystyle y=sec^{-1}x} | {\displaystyle x=sec(y)} | x ≤ −۱ یا ۱ ≤ x                         | {\displaystyle 0\leq y\leq \pi ,y\neq \;{\frac {\pi }{2}}}               | {\displaystyle 0^{\circ }\leq y\leq 180^{\circ }}و {\displaystyle y\neq 90^{\circ }} |
| آرک‌کسکانت یا کسکانت‌اینورس     | {\displaystyle y=\operatorname {arccsc}(x)}یا {\displaystyle y=csc^{-1}x} | {\displaystyle x=csc(y)} | x ≤ −۱ یا ۱ ≤ x                         | {\displaystyle {\frac {-\pi }{2}}\leq y\leq {\frac {\pi }{2}},y\neq \;0} | {\displaystyle -90^{\circ }\leq y\leq 90^{\circ }}و {\displaystyle y\neq 0^{\circ }} |

برخی تعاریف:
آرک‌سینوس (سینوس‌اینورس) یک عدد مفروض زاویه‌ای است که سینوس آن برابر آن عدد مفروض است
آرک‌کسینوس (کسینوس‌اینورس) یک عدد مفروض زاویه‌ای است که کسینوس آن برابر آن عدد مفروض است
آرک‌تانژانت (تانژانت‌اینورس) یک عدد مفروض زاویه‌ای است که تانژانت آن برابر آن عدد مفروض است
آرک‌کتانژانت (کتانژانت‌اینورس) یک عدد مفروض زاویه‌ای است که کتانژانت آن برابر آن عدد مفروض است.

## رابطهٔ میان تابع‌های وارون مثلثاتی
زاویه‌های مکمل:
{\displaystyle \arccos x={\frac {\pi }{2}}-\arcsin x}
{\displaystyle \operatorname {arccot} x={\frac {\pi }{2}}-\arctan x}
{\displaystyle \operatorname {arccsc} x={\frac {\pi }{2}}-\operatorname {arcsec} x}
ورودی‌های با علامت مخالف:
{\displaystyle \arcsin(-x)=-\arcsin x\!}
{\displaystyle \arccos(-x)=\pi -\arccos x\!}
{\displaystyle \arctan(-x)=-\arctan x\!}
{\displaystyle \operatorname {arccot}(-x)=\pi -\operatorname {arccot} x\!}
{\displaystyle \operatorname {arcsec}(-x)=\pi -\operatorname {arcsec} x\!}
{\displaystyle \operatorname {arccsc}(-x)=-\operatorname {arccsc} x\!}
ورودی‌های وارون شده:
{\displaystyle \arccos(1/x)\,=\operatorname {arcsec} x\,}
{\displaystyle \arcsin(1/x)\,=\operatorname {arccsc} x\,}
{\displaystyle \arctan(1/x)={\tfrac {1}{2}}\pi -\arctan x=\operatorname {arccot} x,{\text{ if }}x>0\,}
{\displaystyle \arctan(1/x)=-{\tfrac {1}{2}}\pi -\arctan x=-\pi +\operatorname {arccot} x,{\text{ if }}x<0\,}
{\displaystyle \operatorname {arccot}(1/x)={\tfrac {1}{2}}\pi -\operatorname {arccot} x=\arctan x,{\text{ if }}x>0\,}
{\displaystyle \operatorname {arccot}(1/x)={\tfrac {3}{2}}\pi -\operatorname {arccot} x=\pi +\arctan x,{\text{ if }}x<0\,}
{\displaystyle \operatorname {arcsec}(1/x)=\arccos x\,}
{\displaystyle \operatorname {arccsc}(1/x)=\arcsin x\,}

نمودار تابع های (قرمز) و (آبی) در صفحهٔ مختصات دکارتی.

نمودار تابع های (قرمز) و (آبی) در صفحهٔ مختصات دکارتی.

نمودار تابع های (قرمز) و (آبی) در صفحهٔ مختصات دکارتی.

در صورتی که تنها بخشی از جدول سینوس را داشته باشیم:
{\displaystyle \arccos x=\arcsin {\sqrt {1-x^{2}}},{\text{ if }}0\leq x\leq 1}
{\displaystyle \arctan x=\arcsin {\frac {x}{\sqrt {x^{2}+1}}}}
هرگاه از ریشهٔ دوم یک عدد مختلط استفاده شد، باید ریشهٔ با بخش حقیقی مثبت را انتخاب کرد (یا بخش موهومی مثبت، اگر خود آن، عدد حقیقی منفی بود).
با استفاده از رابطهٔ نیم-زاویه {\displaystyle \tan {\frac {\theta }{2}}={\frac {\sin \theta }{1+\cos \theta }}} خواهیم داشت:
{\displaystyle \arcsin x=2\arctan {\frac {x}{1+{\sqrt {1-x^{2}}}}}}
{\displaystyle \arccos x=2\arctan {\frac {\sqrt {1-x^{2}}}{1+x}},{\text{ if }}-1<x\leq +1}
{\displaystyle \arctan x=2\arctan {\frac {x}{1+{\sqrt {1+x^{2}}}}}}

## رابطه‌های میان تابع‌های مثلثاتی و تابع‌های وارون مثلثاتی
{\displaystyle \sin(\arccos x)=\cos(\arcsin x)={\sqrt {1-x^{2}}}}
{\displaystyle \sin(\arctan x)={\frac {x}{\sqrt {1+x^{2}}}}}
{\displaystyle \cos(\arctan x)={\frac {1}{\sqrt {1+x^{2}}}}}
{\displaystyle \tan(\arcsin x)={\frac {x}{\sqrt {1-x^{2}}}}}
{\displaystyle \tan(\arccos x)={\frac {\sqrt {1-x^{2}}}{x}}}

## راه حل کلی
تابع‌های مثلثاتی در مجموعهٔ اعداد حقیقی، همگی تابع‌های متناوب اند و در بازه‌هایی به اندازهٔ ۲π مقدار همهٔ آن‌ها مرتب تکرار می‌شود. دورهٔ تناوب تابع‌های سینوس و کسکانت از ۲πk − π/۲ (به ازای kهای عضو مجموعهٔ اعداد صحیح) شروع می‌شود و در ۲πk + π/۲ تمام می‌شود، در نتیجه مقدار تابع میان بازهٔ ۲πk + π/۲ تا ۲πk + ۳π/۲ دوباره بر روی خودش باز می‌گردد. دورهٔ تناوب کسینوس و سکانت از ۲πk شروع می‌شود و در ۲πk + π تمام می‌شود و مقدار تابع در فاصلهٔ میان ۲πk + π تا ۲πk + ۲π دوباره بر روی خودش باز می‌گردد. دورهٔ تناوب تانژانت از ۲πk − π/۲ شروع می‌شود و در ۲πk + π/۲ تمام می‌شود و مقدار تابع به ازای بازه‌های ۲πk + π/۲ تا ۲πk + ۳π/۲ مرتب تکرار می‌شود. دورهٔ تناوب کتانژانت از ۲πk شروع می‌شود و در ۲πk + π تمام می‌شود، و تابع به ازای بازه‌های ۲πk + π تا ۲πk + ۲π بر روی خودش باز می‌گردد.
این تناوب در تابع‌های وارون نیز به همین ترتیب ادامه دارد، با فرض اینکه k عدد صحیحی است داریم:
{\displaystyle \sin(y)=x\ \Leftrightarrow \ y=\arcsin(x)+2k\pi {\text{ or }}y=\pi -\arcsin(x)+2k\pi }
{\displaystyle \cos(y)=x\ \Leftrightarrow \ y=\arccos(x)+2k\pi {\text{ or }}y=2\pi -\arccos(x)+2k\pi }
{\displaystyle \tan(y)=x\ \Leftrightarrow \ y=\arctan(x)+k\pi }
{\displaystyle \cot(y)=x\ \Leftrightarrow \ y=\operatorname {arccot}(x)+k\pi }
{\displaystyle \sec(y)=x\ \Leftrightarrow \ y=\operatorname {arcsec}(x)+2k\pi {\text{ or }}y=2\pi -\operatorname {arcsec}(x)+2k\pi }
{\displaystyle \csc(y)=x\ \Leftrightarrow \ y=\operatorname {arccsc}(x)+2k\pi {\text{ or }}y=\pi -\operatorname {arccsc}(x)+2k\pi }

## مشتق تابع‌های وارون مثلثاتی
مشتق ساده این نوع تابع‌ها، به ازای xهای مختلط و حقیقی به قرار زیر است:
{\displaystyle {\begin{aligned}{\frac {d}{dx}}\arcsin x&{}={\frac {1}{\sqrt {1-x^{2}}}}\\{\frac {d}{dx}}\arccos x&{}={\frac {-1}{\sqrt {1-x^{2}}}}\\{\frac {d}{dx}}\arctan x&{}={\frac {1}{1+x^{2}}}\\{\frac {d}{dx}}\operatorname {arccot} x&{}={\frac {-1}{1+x^{2}}}\\{\frac {d}{dx}}\operatorname {arcsec} x&{}={\frac {1}{x\,{\sqrt {x^{2}-1}}}}\\{\frac {d}{dx}}\operatorname {arccsc} x&{}={\frac {-1}{x\,{\sqrt {x^{2}-1}}}}\end{aligned}}}
رابطه‌های زیر ویژهٔ xهای حقیقی است:
{\displaystyle {\begin{aligned}{\frac {d}{dx}}\operatorname {arcsec} x&{}={\frac {1}{|x|\,{\sqrt {x^{2}-1}}}};\qquad |x|>1\\{\frac {d}{dx}}\operatorname {arccsc} x&{}={\frac {-1}{|x|\,{\sqrt {x^{2}-1}}}};\qquad |x|>1\end{aligned}}}
برای مشتق ساده اگر {\displaystyle \theta =\arcsin x\!} باشد، آنگاه داریم:
{\displaystyle {\frac {d\arcsin x}{dx}}={\frac {d\theta }{d\sin \theta }}={\frac {1}{\cos \theta }}={\frac {1}{\sqrt {1-\sin ^{2}\theta }}}={\frac {1}{\sqrt {1-x^{2}}}}}

## استفاده از انتگرال‌های معین
عبارت انتگرالی برابر با تابع‌های وارون مثلثاتی به قرار زیر است:
{\displaystyle {\begin{aligned}\arcsin x&{}=\int _{0}^{x}{\frac {1}{\sqrt {1-z^{2}}}}\,dz,\qquad |x|\leq 1\\\arccos x&{}=\int _{x}^{1}{\frac {1}{\sqrt {1-z^{2}}}}\,dz,\qquad |x|\leq 1\\\arctan x&{}=\int _{0}^{x}{\frac {1}{z^{2}+1}}\,dz,\\\operatorname {arccot} x&{}=\int _{x}^{\infty }{\frac {1}{z^{2}+1}}\,dz,\\\operatorname {arcsec} x&{}=\int _{1}^{x}{\frac {1}{z{\sqrt {z^{2}-1}}}}\,dz,\qquad x\geq 1\\\operatorname {arcsec} x&{}=\pi +\int _{x}^{-1}{\frac {1}{z{\sqrt {z^{2}-1}}}}\,dz,\qquad x\leq -1\\\operatorname {arccsc} x&{}=\int _{x}^{\infty }{\frac {1}{z{\sqrt {z^{2}-1}}}}\,dz,\qquad x\geq 1\\\operatorname {arccsc} x&{}=\int _{-\infty }^{x}{\frac {1}{z{\sqrt {z^{2}-1}}}}\,dz,\qquad x\leq -1\end{aligned}}}

## سری‌های نامتناهی
مانند تابع سینوس و کسینوس، وارون این توابع را نیز می‌توان به کمک سری‌های نامتناهی محاسبه کرد:
{\displaystyle {\begin{aligned}\arcsin z&{}=z+\left({\frac {1}{2}}\right){\frac {z^{3}}{3}}+\left({\frac {1\cdot 3}{2\cdot 4}}\right){\frac {z^{5}}{5}}+\left({\frac {1\cdot 3\cdot 5}{2\cdot 4\cdot 6}}\right){\frac {z^{7}}{7}}+\cdots \\&{}=\sum _{n=0}^{\infty }\left({\frac {(2n)!}{2^{2n}(n!)^{2}}}\right){\frac {z^{2n+1}}{(2n+1)}};\qquad |z|\leq 1\end{aligned}}}

{\displaystyle {\begin{aligned}\arccos z&{}={\frac {\pi }{2}}-\arcsin z\\&{}={\frac {\pi }{2}}-(z+\left({\frac {1}{2}}\right){\frac {z^{3}}{3}}+\left({\frac {1\cdot 3}{2\cdot 4}}\right){\frac {z^{5}}{5}}+\left({\frac {1\cdot 3\cdot 5}{2\cdot 4\cdot 6}}\right){\frac {z^{7}}{7}}+\cdots )\\&{}={\frac {\pi }{2}}-\sum _{n=0}^{\infty }\left({\frac {(2n)!}{2^{2n}(n!)^{2}}}\right){\frac {z^{2n+1}}{(2n+1)}};\qquad |z|\leq 1\end{aligned}}}
{\displaystyle {\begin{aligned}\arctan z&{}=z-{\frac {z^{3}}{3}}+{\frac {z^{5}}{5}}-{\frac {z^{7}}{7}}+\cdots \\&{}=\sum _{n=0}^{\infty }{\frac {(-1)^{n}z^{2n+1}}{2n+1}};\qquad |z|\leq 1\qquad z\neq i,-i\end{aligned}}}
{\displaystyle {\begin{aligned}\operatorname {arccot} z&{}={\frac {\pi }{2}}-\arctan z\\&{}={\frac {\pi }{2}}-(z-{\frac {z^{3}}{3}}+{\frac {z^{5}}{5}}-{\frac {z^{7}}{7}}+\cdots )\\&{}={\frac {\pi }{2}}-\sum _{n=0}^{\infty }{\frac {(-1)^{n}z^{2n+1}}{2n+1}};\qquad |z|\leq 1\qquad z\neq i,-i\end{aligned}}}
{\displaystyle {\begin{aligned}\operatorname {arcsec} z&{}=\arccos {(1/z)}\\&{}={\frac {\pi }{2}}-(z^{-1}+\left({\frac {1}{2}}\right){\frac {z^{-3}}{3}}+\left({\frac {1\cdot 3}{2\cdot 4}}\right){\frac {z^{-5}}{5}}+\left({\frac {1\cdot 3\cdot 5}{2\cdot 4\cdot 6}}\right){\frac {z^{-7}}{7}}+\cdots )\\&{}={\frac {\pi }{2}}-\sum _{n=0}^{\infty }\left({\frac {(2n)!}{2^{2n}(n!)^{2}}}\right){\frac {z^{-(2n+1)}}{(2n+1)}};\qquad \left|z\right|\geq 1\end{aligned}}}
{\displaystyle {\begin{aligned}\operatorname {arccsc} z&{}=\arcsin {(1/z)}\\&{}=z^{-1}+\left({\frac {1}{2}}\right){\frac {z^{-3}}{3}}+\left({\frac {1\cdot 3}{2\cdot 4}}\right){\frac {z^{-5}}{5}}+\left({\frac {1\cdot 3\cdot 5}{2\cdot 4\cdot 6}}\right){\frac {z^{-7}}{7}}+\cdots \\&{}=\sum _{n=0}^{\infty }\left({\frac {(2n)!}{2^{2n}(n!)^{2}}}\right){\frac {z^{-(2n+1)}}{2n+1}};\qquad \left|z\right|\geq 1\end{aligned}}}
همچنین لئونارد اویلر برای وارون تانژانت، سری کارآمدتری را پیدا کرد، که عبارت است از:
{\displaystyle \arctan z={\frac {z}{1+z^{2}}}\sum _{n=0}^{\infty }\prod _{k=1}^{n}{\frac {2kz^{2}}{(2k+1)(1+z^{2})}}.}
هشدار: به ازای n= ۰ عبارت به یک ضرب تهی تبدیل می‌شود که خود برابر با ۱ است.
همچنین در ادامه می‌توان نشان داد که:
{\displaystyle \arctan z=\sum _{n=0}^{\infty }{\frac {2^{\,2n}\,(n!)^{2}}{\left(2n+1\right)!}}\;{\frac {z^{\,2n+1}}{\left(1+z^{2}\right)^{n+1}}}}

## انتگرال نامعین تابع‌های وارون مثلثاتی
برای تمامی xهای حقیقی و مختلط، رابطه‌های زیر برقرار است:
{\displaystyle {\begin{aligned}\int \arcsin x\,dx&{}=x\,\arcsin x+{\sqrt {1-x^{2}}}+C\\\int \arccos x\,dx&{}=x\,\arccos x-{\sqrt {1-x^{2}}}+C\\\int \arctan x\,dx&{}=x\,\arctan x-{\frac {1}{2}}\ln \left(1+x^{2}\right)+C\\\int \operatorname {arccot} x\,dx&{}=x\,\operatorname {arccot} x+{\frac {1}{2}}\ln \left(1+x^{2}\right)+C\\\int \operatorname {arcsec} x\,dx&{}=x\,\operatorname {arcsec} x-\ln \left(x\left(1+{\sqrt {{x^{2}-1} \over x^{2}}}\right)\right)+C\\\int \operatorname {arccsc} x\,dx&{}=x\,\operatorname {arccsc} x+\ln \left(x\left(1+{\sqrt {{x^{2}-1} \over x^{2}}}\right)\right)+C\end{aligned}}}
تنها برای x ≥ ۱ که عضو مجموعه اعداد حقیقی اند:
{\displaystyle {\begin{aligned}\int \operatorname {arcsec} x\,dx&{}=x\,\operatorname {arcsec} x-\ln \left(x+{\sqrt {x^{2}-1}}\right)+C\\\int \operatorname {arccsc} x\,dx&{}=x\,\operatorname {arccsc} x+\ln \left(x+{\sqrt {x^{2}-1}}\right)+C\end{aligned}}}
تمامی رابطه‌های بالا به کمک انتگرال‌گیری جزء به جزء قابل دستیابی است.

### نمونه
با استفاده از {\displaystyle \int u\,\mathrm {d} v=uv-\int v\,\mathrm {d} u} داریم:
{\displaystyle {\begin{aligned}u&{}=&\arcsin x&\quad \quad \mathrm {d} v=\mathrm {d} x\\\mathrm {d} u&{}=&{\frac {\mathrm {d} x}{\sqrt {1-x^{2}}}}&\quad \quad {}v=x\end{aligned}}}
آنگاه:
{\displaystyle \int \arcsin(x)\,\mathrm {d} x=x\arcsin x-\int {\frac {x}{\sqrt {1-x^{2}}}}\,\mathrm {d} x}
با استفاده از تغییر متغیر:
{\displaystyle k=1-x^{2}.\,}
پس:
{\displaystyle \mathrm {d} k=-2x\,\mathrm {d} x}
و
{\displaystyle \int {\frac {x}{\sqrt {1-x^{2}}}}\,\mathrm {d} x=-{\frac {1}{2}}\int {\frac {\mathrm {d} k}{\sqrt {k}}}=-{\sqrt {k}}}
دوباره x را جایگزین می‌کنیم:
{\displaystyle \int \arcsin(x)\,\mathrm {d} x=x\arcsin x+{\sqrt {1-x^{2}}}+C}